# Condado de Scott (Kansas)
El condado de Scott (en inglés: Scott County), fundado en 1873, es uno de 105 condados del estado estadounidense de Kansas. En el año 2005, el condado tenía una población de 4,600 habitantes y una densidad poblacional de 2.5 personas por km². La sede del condado es Scott City. El condado recibe su nombre en honor a Winfield Scott. 

## Geografía
Según la Oficina del Censo, el condado tiene un área total de 1859 km² (717,8 mi²), de la cual 1858 km² (717,4 mi²) es tierra y 1 km² (0,4 mi²) (0.02%) es agua.

### Condados adyacentes
- Condado de Gove (noreste)
- Condado de Lane (este)
- Condado de Finney (sur)
- Condado de Kearny (suroeste)
- Condado de Wichita (oeste)
- Condado de Logan (noroeste)

## Demografía

Pirámide de edades

Según la Oficina del Censo en 2000, los ingresos medios por hogar en el condado eran de $40,534, y los ingresos medios por familia eran $50,549. Los hombres tenían unos ingresos medios de $$32,166 frente a los $20,221 para las mujeres. La renta per cápita para el condado era de $20,443. Alrededor del 5.10% de la población estaban por debajo del umbral de pobreza.

## Transporte

### Autopistas principales
- US-83
- K-4
- K-95

## Localidades
Población estimada en 2004;
- Scott City, 3,545 (sede)

### Áreas no incorporadas
- Chevron
- Grigston
- Hutchins
- Manning
- Modoc
- Pence
- Shallow Water
- Tractor

### Municipios
El condado de Scott está dividido entre siete municipios. El condado tiene a Scott City como ciudad independiente a nivel de gobierno, y todos los datos de población para el censo e las ciudades son incluidas en el municipio.

## Educación

### Distritos escolares
- Scott County USD 466